# Dominic Chianese
Dominic Chianese (New York, 24 febbraio 1931) è un attore e cantante statunitense di origini italiane.
È noto al grande pubblico per il ruolo di Corrado "Junior" Soprano nella serie televisiva I Soprano.

## Biografia
Chianese nacque nel quartiere del Bronx di New York City il 24 febbraio 1931. Suo padre era un muratore. Suo nonno paterno era italiano e lasciò Afragola per New York nel 1904
Attore teatrale off-Broadway per molti anni, ha alternato l'attività teatrale a quella di musicista, cimentandosi con la chitarra e il canto: il suo repertorio contempla molti classici melodici italiani (tra tutti Core 'ngrato di Salvatore Cardillo). Magro e allampanato, col viso scarno e lo sguardo ambiguo e tagliente, Chianese ha interpretato diversi ruoli marginali all'interno di importanti produzioni, recitando, tra gli altri, quattro film con l'amico Al Pacino (tra cui l'interpretazione di Johnny Ola ne Il padrino - Parte II di Francis Ford Coppola). Ottiene la popolarità in età avanzata, interpretando il ruolo di Corrado "Junior" Soprano dal 1999 al 2007 nella pluripremiata serie televisiva HBO I Soprano.

## Premi e riconoscimenti
- Screen Actors Guild Awards 1999, all'intero cast de I Soprano.

## Filmografia

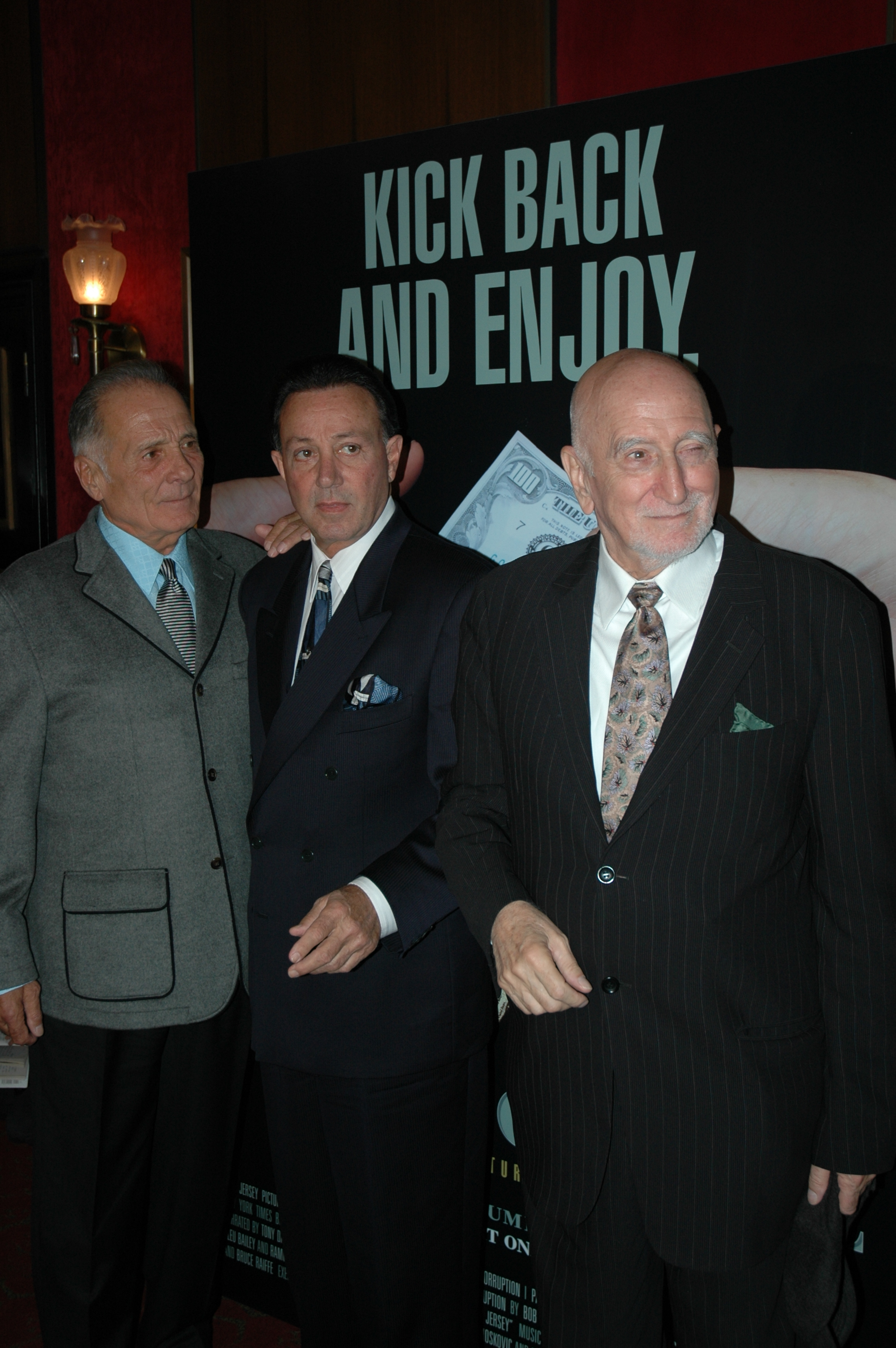
Dominic Chianese (a destra) con Tony Darrow e Arthur Nascarella alla prima del documentario The Soprano State (2010)

### Cinema
- ...e tutto in biglietti di piccolo taglio (Fuzz), regia di Richard A. Colla (1972)
- Il padrino - Parte II (The Godfather: part II), regia di Francis Ford Coppola (1974)
- Quel pomeriggio di un giorno da cani (Dog Day Afternoon), regia di Sidney Lumet (1975)
- Tutti gli uomini del presidente (All the President's Men), regia di Alan J. Pakula (1976)
- Rapsodia per un killer (Fingers), regia di James Toback (1978)
- On the Yard, regia di Raphael D. Silver (1978) - non accreditato
- Bocca da fuoco (Firepower), regia di Michael Winner (1979)
- ...e giustizia per tutti (...And Justice for All), regia di Norman Jewison (1979)
- Bronx 41º distretto di polizia (Fort Apache The Bronx), regia di Daniel Petrie (1981)
- A.A.A. Detective chiaroveggente offresi (Second Sight), regia di Joel Zwick (1989)
- Terzo grado (Q & A), regia di Sidney Lumet (1990)
- Giustizia a tutti i costi (Out for Justice), regia di John Flynn (1991)
- Occhio indiscreto (The Public Eye), regia di Howard Franklin (1992)
- The Contenders, regia di Tobias Meinecke (1993)
- La notte che non c'incontrammo (The Night We Never Met), regia di Warren Leight (1993)
- Appuntamento col ponte (If Lucy Fell), regia di Eric Schaeffer (1996)
- È solo l'amore che conta (Love Is All There Is), regia di Joseph Bologna e Renée Taylor (1996)
- The Mouse, regia di Daniel Adams (1996)
- Prove apparenti (Night Falls on Manhattan), regia di Sidney Lumet (1996)
- Riccardo III - Un uomo, un re (Looking for Richard), regia di Al Pacino (1996) - cameo
- Went to Coney Island on a Mission from God... Be Back by Five , regia di Richard Schenkman (1998)
- Il prezzo della libertà (Cradle Will Rock), regia di Tim Robbins (1999)
- Under Hellgate Bridge, regia di Michael Sergio (2000)
- L'amore infedele - Unfaithful (Unfaithful), regia di Adrian Lyne (2002)
- Be Loved (When Will I Be Loved), regia di James Toback (2004)
- Crimini con stile, (Crimes of Fashion), regia di Stuart Gillard (2004)
- King of the Corner, regia di Peter Riegert (2004)
- Adrift in Manhattan, regia di Alfredo De Villa (2007)
- The Last New Yorker, regia di Harvey Wang (2007)
- I pinguini di Mr. Popper (Mr. Popper's Penguins), regia di Mark Waters (2011)
- Cose nostre - Malavita (The Family), regia di Luc Besson (2013)
- Active Adults, regia di Aaron Fisher-Cohen (2017)
- Playing with Matches, regia di Neil Leifer - cortometraggio (2018)

### Televisione
- Assistente sociale (East Side/West Side) – serie TV, episodio 1x19 (1964)
- Kojak – serie TV, episodio 4x07 (1976)
- A Time for Miracles, regia di Michael O'Herlihy – film TV (1980)
- I Ryan (Ryan's Hope) – serie TV, 41 episodi (1980-1981)
- Un salto nel buio (Tales from the Darkside) - serie TV, episodio 2x20 (1986)
- The Lost Capone, regia di John Gray – film TV (1990)
- Coconut Downs, regia di David Steinberg – film TV (1991)
- Law & Order - I due volti della giustizia (Law & Order) – serie TV, 3 episodi (1991-1997)
- Gotti (Gotti: The Rise and Fall of a Real Life Mafia Don), regia di Robert Harmon – film TV (1996)
- Cosby – serie TV, 1 episodio (1997)
- I Soprano (The Sopranos) – serie TV, 86 episodi (1999-2007)
- Hope & Faith – serie TV, 1 episodio (2004)
- What About Sal?, regia di Neil Leifer – cortometraggio (2008)
- Damages – serie TV, 7 episodi (2010)
- Blue Bloods – serie TV, 1 episodio (2010)
- Boardwalk Empire - L'impero del crimine (Boardwalk Empire) – serie TV, 12 episodi (2011-2013)
- La vita segreta di una teenager americana (The Secret Life of the American Teenager) – serie TV, 2 episodi (2011)
- The Good Wife – serie TV, 5 episodi (2012-2015)
- Il commissario Montalbano, regia di Alberto Sironi – serie TV, episodio: Un diario del '43 (2019)
- The Village – serie TV, 10 episodi (2019)

## Doppiatori italiani
Nelle versioni in italiano delle opere in cui ha recitato, Dominic Chianese è stato doppiato da:
- Carlo Reali ne I Soprano, L'amore infedele - Unfaithful, Crimini con stile
- Luciano De Ambrosis in ... e giustizia per tutti, The Good Wife
- Dante Biagioni in Law & Order - I due volti della giustizia (ep. 1x21), I pinguini di Mr. Popper
- Sergio Tedesco in Law & Order - I due volti della giustizia (ep. 5x21)
- Gil Baroni in Law & Order - I due volti della giustizia (ep. 8x08)
- Antonio Guidi ne Il padrino - Parte II
- Michele Gammino in Appuntamento col ponte
- Sandro Sardone in Prove apparenti
- Sergio Rossi in Terzo grado
- Toni Orlandi in Gotti
- Dario Penne in Occhio indiscreto
- Sergio Di Stefano in Be Loved
- Saverio Moriones in Damages
- Oliviero Dinelli ne La vita segreta di una teenager americana
- Raffaele Uzzi in Boardwalk Empire
- Gianni Giuliano ne Il commissario Montalbano